# 汉口圣母无原罪堂
汉口圣母无原罪堂，又名汉口“法国堂”。是位于汉口法租界内的专供外侨使用的小型天主教堂。
该堂建于1910年，奉无染原罪圣母为主保圣人，位于汉口法租界内的大法总理街（今车站路25号）。堂区占地面积2000余平方米。1910年，湖北东境教区的田瑞玉主教委任法籍教士丁寿(Amedeus Tissot de Merona)负责修建此堂。教堂占地300余平方米，平面呈拉丁十字形，内部装饰为哥特式，华丽精美，天花为蓝色饰白色满天星。建堂造价银1.2万两。1924年—1925年，汉口教区于教堂右侧修建了账房（经理处），成为华中地区天主教的经济中心。1953年这里曾发生车站路教堂事件。此后该作他用。1997年，此教堂被天主教爱国会租给设计师袁骏开设神曲酒吧，原来精美的玫瑰花窗被打掉用铁皮覆盖，内部亦多有改动。
2010年酒吧停业。2014年8月8日，重新作为教堂开放。